# (4307) Cherepashchuk
(4307) Cherepashchuck ist ein Hauptgürtelasteroid, der am 26. Oktober 1976 von Tamara Michailowna Smirnowa vom Krim-Observatorium aus entdeckt wurde.
Der Asteroid wurde nach dem sowjetischen Astrophysiker Anatolij Mikhajlovich Cherepashchuk benannt.